# Ԓ
Ԓ, ԓ (Л с крюком) — буква расширенной кириллицы. Используется в хантыйском, чукотском и ительменском языках.

## Хантыйский язык
В хантыйском языке буква обозначает глухой латеральный [l̥] казымского, среднеобского и сургутского (а также иногда шурышкарского) диалектов (в других диалектах этому звуку соответствуют звуки [l] или [t]). В изначальной хантыйской кириллице звук не имел специального обозначения, но использовалась либо простая буква Л л (особенно в газетах), либо сочетание с апострофом — Л’ л’. В 1980-х годах для звука была введена специальная буква — Ԯ ԯ. Нижний выносной элемент может иметь форму, схожую с таким же элементом как у букв Ц ц и Щ щ, либо в виде маленького полукруга или крючка. В течение 2000-х и 2010-х годов буква Ԯ ԯ постепенно вытесняется буквой Л с большим нижним крюком — Ԓ ԓ. Тем не менее буква Ԯ ԯ до сих пор используется в некоторых изданиях, например, в газете «Ханты ясанг».

## Чукотский язык
В чукотском языке буква обозначает глухой латеральный [ɬ]. Буква впервые введена в 1980-х годах. Так как в исконных чукотских словах отсутствует звонкий латеральный [l], то на практике применяется простая буква Л л, а буква Ԓ ԓ используется лишь в учебной и научной литературе.

## Ительменский язык
В ительменском языке буква обозначает глухой латеральный [ɬ]. Введена вместе с новым (и по сути первым) кириллическим алфавитом для ительменского в 1984—1988 годах.

## Путаница с другими буквами
Из-за технических ограничений буквы Ԓ ԓ и Ԯ ԯ могут использоваться равнозначно в одном и том же языке, а вместо Ԯ ԯ может ошибочно использоваться саамская буква Ӆ ӆ, которая должна использоваться только в саамском. Причиной этому является то, что саамская буква была введена в Юникод версии 3.2 (2002 год) и присутствует в бо́льшем числе шрифтов, в то время как буква Ԯ ԯ введена в Юникод версии 7.0 (2014 год) и присутствует в ограниченном числе шрифтов. Буква Ԓ ԓ введена чуть раньше, в версии 5.0 (2006 год), но тоже может отсутствовать в шрифтах, где уже есть Ӆ ӆ.